# KWV

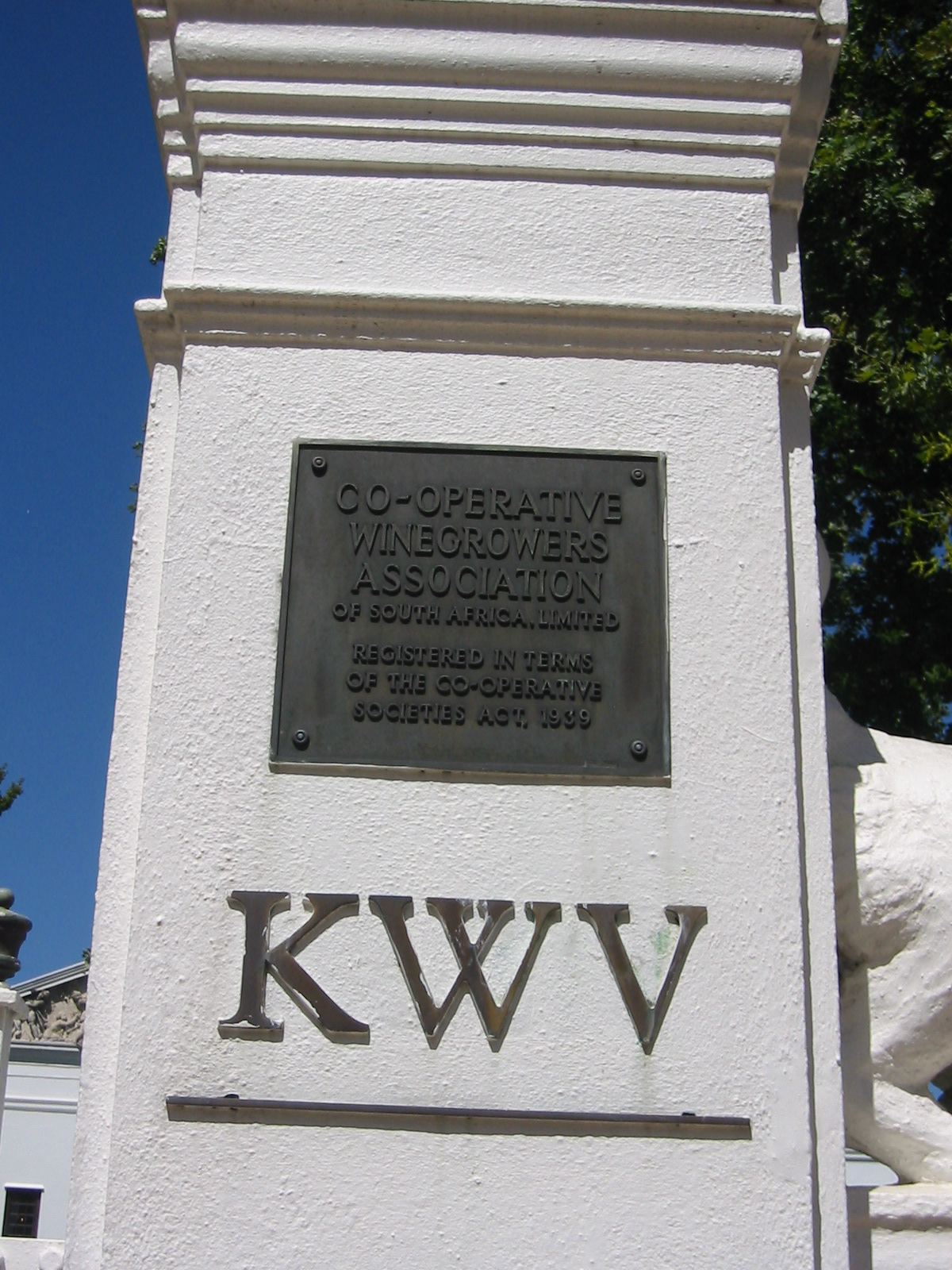
Ingången till La Concorde, KWV:s huvudkontor i Paarl.

KWV, ursprungligen Koöperatieve Wijnbouwers Vereniging van Zuid-Afrika Bpkt (Kooperativa Sydafrikanska vinmakarföreningen), är en sydafrikansk producent av vin och brandy som tidigare drevs i form av ett kooperativ.

## Historik
KWV grundades 8 januari 1918 av vinmakare från Västra Kapprovinsen för att ta hand om den överproduktion som drabbat vinnäringen samt sköta marknadsföring av vin. Inledningsvis drevs KWV i form av ett företag, men 1923 ombildades det till ett kooperativ. 1924 antog Sydafrikas parlament KWV Act som gav KWV vissa monopolrättigheter, bland annat ensamrätt avseende import och export av alkoholvaror, som senare utökades till närmast myndighetsliknande uppgifter, bland annat reglering av minimipris på alla viner från 1940. Av KWV fastställda produktionskvoter tillämpades fram 1991.
KWV dominerade den sydafrikanska vinproduktionen fram till tidiga 1990-talet då andra producenter började dyka upp efter att marknaden avreglerades. Efter apartheids avskaffande fick Sydafrika en ökad möjlighet att exportera vin och allt vinöverskott försvann.
1997 ombildades KWV till ett företag, men med begränsningar i handeln av företags aktier. 2003 avskaffades begränsningarna för handel med KWV-aktierna, och KWV blev ett börsnoterat aktiebolag, KWV Ltd.
Huvudkontoret ligger i Paarl, omkring 60 km öster om Kapstaden.

## Varumärken
Ett av KWV:s varumärken är Roodeberg, som är KWV:s prestigemärke för viner. Roodeberg har sitt ursprung från två röda viner som skapades 1949 av Dr. Charles Niehaus, som arbetade med att utveckla KWV:s vinsortiment. Efter att inledningsvis ha kallats Paarl Light Bodied Dry Red och Paarl Full Bodied Red, döptes de om till Roodeberg No 1 och Roodeberg No 2, och senare behölls namnet Roodeberg enbart för det kraftigare röda vinet (No 2). Detta vinet är druvblandat med Cabernet Sauvignon som dominerande druvsort, och därutöver ett inslag av bland annat Shiraz och Merlot.
2007 infördes en vit Roodeberg. Den består huvudsakligen av Chenin Blanc och Chardonnay, med mindre mängder av flera andra druvsorter.